# Тытынготояха
Тытынготояха (устар. Тытынь-Ото-Яха) — река в России, протекает по Ямало-Ненецкому АО. Устье реки находится в 1 км по левому берегу реки Нюча-Тасуяха. Длина реки составляет 14 км.

## Данные водного реестра
По данным государственного водного реестра России относится к Нижнеобскому бассейновому округу, водохозяйственный участок реки — Пур. Речной бассейн реки — Пур.
Код объекта в государственном водном реестре — 15040000112115300057213.